# AP-fonderna
AP-fonderna är allmänna pensionsfonder som funnits i Sverige sedan 1960-talet. De har ändrat karaktär, numrering och inriktning genom åren. De fem viktigaste AP-fonderna idag (Första, Andra, Tredje, Fjärde och Sjätte) är så kallade buffertfonder, och ingår som en mindre del av inkomstpensionssystemets tillgångar. Samtidigt ska sägas att bufferten på 2000 mdkr räcker till ca 6 års pensionsutbetalningar av Inkomstpension. Anledningen till bildandet 1960 var att man insåg att de stora årskullarna födda på 40-talet skulle bli en mycket hög belastning på ATP systemet. Därför tog man höjd för denna mängd av pensionärer genom lite högre avgifter än vad som var nödvändigt vid starten.
Sjunde AP-fonden förvaltar det fonderade kapitalet i premiepensionssystemet.
AP-fonderna har till uppgift dels att utjämna svängningarna mellan pensionsavgifter och pensioner och dels att bidra med avkastning till pensionssystemet på längre sikt. Från och med 2009 och cirka 25 år framöver kommer utbetalade pensioner att överstiga inbetalade avgifter. Under större delen av tiden kommer en "normal" avkastning att täcka underskottet.
Vid utgången av december 2024 förvaltade AP-fonderna 1-6 tillsammans ca 2000 miljarder kronor.

## Första AP-fonden
Första AP-fonden, med säte i Stockholm, placerar sina tillgångar i aktier, obligationer, valuta och alternativa investeringar över hela världen. Första AP-fondens fondkapital uppgick per den sista december 2020 till 392,6 miljarder kronor.

## Andra AP-fonden
Även andra AP-fonden, som har sitt huvudkontor i Göteborg, har rätt att placera i princip alla tillgängliga tillgångsslag och saknar geografiska begränsningar. Andra AP-fondens fondkapital uppgick per den sista december 2020 till 386,2 miljarder kronor.

## Tredje AP-fonden
Tredje AP-fonden, med säte i Stockholm, har precis som Första och Andra möjligheten att investera globalt och inom olika tillgångsslag. Tredje AP-fondens fondkapital uppgick per den sista december 2020 till 423,0 miljarder kronor.
Fonden är en av medlemmarna, benämnda Partners, i Handelshögskolan i Stockholms partnerprogram för institutioner som bidrar finansiellt till högskolan och nära samarbetar med den vad gäller forskning och utbildning.

## Fjärde AP-fonden
Fjärde AP-fonden, med kontor i Stockholm, är den sista av de så kallade buffertfonderna. Denna inrättades 1974 och var den första pensionsfonden som fick investera i aktier på aktiemarknaden. Därmed blev många svenska löntagare i praktiken aktieägare med ett intresse för finansmarknadens utveckling, men utan privat innehav. Fjärde AP-fondens fondkapital uppgick per den sista december 2020 till 449,4 miljarder kronor.

## Sjätte AP-fonden
Sjätte AP-fonden, som finns i Göteborg, investerar i onoterade bolag. Enligt lagen om sjätte AP-fonden ska fondmedlen placeras "så att kraven på långsiktigt hög avkastning och tillfredsställande riskspridning tillgodoses." Detta görs genom en strategi som innebär ett tydligt fokus på mognare företag, där fonden haft en hög avkastning historiskt sett. Detta gäller investeringar både genom fonder och direkt i företag. Sjätte AP-fondens fondkapital uppgick per den sista december 2020 till 45,2 miljarder kronor.

## Sjunde AP-fonden
Sjunde AP-fonden, som är baserad i Stockholm, är det statliga alternativet i premiepensionssystemet vilket betyder att fondens tillgångar kommer från sparare som avstått från att välja fonder. I den rollen fungerar fonden på samma sätt som ett fondbolag som förvaltar värdepappersfonder. Sjunde AP-fondens fondkapital uppgick per den sista december 2020 till 722,5 miljarder kronor.

## Historik
- 1960 inrättades allmänna pensionsfonden med tre underliggande fondstyrelser: första, andra och tredje fondstyrelsen.Anledningen till bildandet var att man insåg att de stora årskullarna födda på 40-talet skulle bli en mycket hög belastning på ATP systemet. Därför tog man höjd för denna mängd av pensionärer genom lite högre avgifter än vad som var nödvändigt vid starten. Så själva grundsyftet med dessa AP-fonder var väldigt förutseende. Endast placeringar i räntebärande papper är tillåtet.[1]
- 1974 inrättas fjärde fondstyrelsen (som får placera i aktier).
- 1988 inrättas femte fondstyrelsen (som får placera i aktier).
- 1996 inrättas sjätte fondstyrelsen som har hand om medel från löntagarfonderna. Fondstyrelsen får placera i aktier.
- 2001 de fem första fondstyrelserna ombildas till fyra AP-fonder (Första, Andra, Tredje och Fjärde) med nya mandat och uppgifter i det nya inkomstpensionssystemet. Sjätte fondstyrelsen ombildas till Sjätte AP-fonden. Sjunde AP-fonden bildas med uppgifter inom premiepensionssystemet.
- 2019 införs ny lagstiftning som tillåter AP fonderna investera i onoterade värdepapper och Infrastruktur ändras statuterna som tidigare var en försiktig hållning när det gäller placeringar. Tre av AP fonderna bildar ett gemensamt Kommanditbolag. Det gemensamma kommanditbolaget startar ett Aktiebolag Polhem Infra AB.[16] År 2025 har Polhem Infra investerat ca 12 miljarder i olika infrastrukturprojekt.